# Charles Devevey
Charles Devevey, né le 6 février 1858 à Demigny et mort le 15 février 1900 à Paris, est un peintre français.

## Biographie
Charles Devevey est le fils de Jean Louis Devevey, peintre, et d'Anne Annette Boillot.
Élève de Gustave Boulanger et de Jules Lefebvre, il expose au Salon de 1879 à 1894 .
Il épouse Henriette Célina Nigon (1866-1911), modiste.
Il meurt à son domicile de la rue de Flandres, à l'âge de 42 ans. Il est inhumé au cimetière parisien de Pantin.

## Œuvres exposées aux Salons parisiens
- Coin de cuisine, au Salon de 1879[4].
- Un coin d’atelier, au Salon de 1880
- Un ciseleur, au Salon de 1885
- Portrait de Mlle L., au Salon de 1894, miniature